# 琥珀酸二甲酯
琥珀酸二甲酯（英語：dimethyl succinate）是一种有机化合物，化学式C6H10O4，可见于黄芪、Astragalus trimestris等物种。